# Maria Raiser
Maria Raiser, geb. Fetzer (* 10. November 1885 in Stuttgart; † 25. Februar 1966 ebenda) war eine deutsche Politikerin (CDU).

## Leben
Maria Raiser wurde als Tochter eines Kaufmanns geboren. Nach dem Besuch des Königlichen Katharinenstiftes Stuttgart betätigte sie sich während des Ersten Weltkrieges für den Württembergischen Sanitätsverein. Danach schloss sie sich der evangelischen Frauenbewegung an. Sie war von 1919 bis 1933 stellvertretende Vorsitzende der Frauenabteilung des Evangelischen Volksbundes in Württemberg und wurde 1928 gleichzeitig Vorsitzende der Arbeitsgemeinschaft Evangelischer Hausfrauen. Von 1927 bis 1954 war sie mit einer kurzen Unterbrechung Mitglied des Landeskirchentages der Evangelischen Landeskirche in Württemberg und dort von 1935 bis 1961 Erste Vorsitzende der „Frauenarbeit“. Von 1935 bis 1955 war sie Mitglied der Evangelischen Landessynode Württemberg und bis 1945 gehörte sie als einzige Frau deren Beirat an, dessen Leitung in dieser Zeit Landesbischof Theophil Wurm innehatte. 1943 wurde sie Gesellschafterin des Chemikalienhandels August Hedinger KG und dessen Tochterfirma Raiser & Hebel KG, beide mit Sitz in Stuttgart.
Raiser war seit 1946 erneut Mitglied des Vorstandes der Frauenabteilung des Evangelischen Volksbundes in Württemberg. Sie engagierte sich daneben in der Evangelischen Frauenhilfe und war 1948/49 Mitglied des Präsidiums der Schwedenspeisung („Hoover-Speisung“) in Württemberg-Baden. Nach ihrem Eintritt in die CDU war sie von Januar bis November 1946 Mitglied der Verfassunggebenden Landesversammlung und danach bis 1952 für den Wahlkreis Stuttgart Abgeordnete des Landtages von Württemberg-Baden. Von 1952 bis 1953 war sie Mitglied der Verfassunggebenden Landesversammlung für Baden-Württemberg und von 1953 bis 1956 Abgeordnete des Landtages von Baden-Württemberg.
Innerhalb der CDU widmete sich Raiser ebenfalls der Frauenarbeit. Sie war von 1948 bis 1959 Vorsitzende des Landesfrauenausschusses der CDU Nordwürttemberg und von 1950 bis 1963 Mitglied des CDU-Bundesausschusses. 1959 wurde sie zur Vorsitzenden der CDU-Landesvereinigung der Frauen Nordwürttemberg gewählt.
Maria Raiser war seit 1906 mit dem Stuttgarter Großkaufmann Louis Paul Emil Raiser (1875–1943) verheiratet. Aus der Ehe ging ein Sohn hervor.

## Ehrungen
- 1916: Charlottenkreuz des Königreiches Württemberg
- 1955: Verdienstkreuz (Steckkreuz) der Bundesrepublik Deutschland
- Johann-Hinrich-Wichern-Plakette des Diakonischen Werkes